# Liste des porte-drapeaux de la Guinée aux Jeux olympiques
Voici une liste des porte-drapeaux qui ont représenté la république de Guinée aux Jeux olympiques.
Les porte-drapeaux portent le drapeau national de leur pays lors de la cérémonie d'ouverture des Jeux Olympiques.
| N° | Année de l'événement | Saison | Porteur de drapeau            | sport                   |       |
| -- | -------------------- | ------ | ----------------------------- | ----------------------- | ----- |
| 11 | 2024                 | Été    | Naby Keïta et Fatoumata Sylla | Football et Tir à l'arc | [ 2 ] |
| 10 | 2020                 | Été    | bénévole                      | –                       | [ 3 ] |
| 9  | 2016                 | Été    | Mamadama Bangoura             | Judo                    | [ 1 ] |
| 8  | 2012                 | Été    | Facinet Keita                 | Judo                    | [ 1 ] |
| 7  | 2008                 | Été    | Nabie Foday Fofanah           | Athlétisme              | [ 1 ] |
| 6  | 2004                 | Été    | Nabie Foday Fofanah           | Athlétisme              | [ 1 ] |
| 5  | 2000                 | Été    | Joseph Loua                   | Athlétisme              | [ 1 ] |
| 4  | 1996                 | Été    | Joseph Loua                   | Athlétisme              | [ 1 ] |
| 3  | 1992                 | Été    | Soryba Diakité                | Athlétisme              |       |
| 2  | 1988                 | Été    | Ousmane Gaoual Diallo         | Lutte                   | [ 1 ] |
| 1  | 1968                 | Été    | Morciré Sylla                 | Football                | [ 4 ] |